# Hallands herreder
Halland var historisk opdelt i 8 herreder (med svenske navne i parentes):
- Faraas Herred (Faurås härad)
- Fjerre Herred (Fjäre härad)
- Halmsted Herred (Halmstads härad)
- Himle Herred (Himle härad)
- Høgs Herred (Höks härad)
- Tøndersø Herred (Tönnersjö härad)
- Viske Herred (Viske härad)
- Aarsted Herred (Årstads härad)